# Charimydas decoratus
Charimydas decoratus är en tvåvingeart som beskrevs av Wray Merrill Bowden 1984. Charimydas decoratus ingår i släktet Charimydas och familjen Mydidae. Inga underarter finns listade i Catalogue of Life.